# Fleringe socken
Fleringe socken ingick i Gotlands norra härad, ingår sedan 1971 i Gotlands kommun och motsvarar från 2016 Fleringe distrikt.
Fleringe socken ligger på nordkusten av huvudön, väster om Fårösund och intill Bäste träsk. Socknen består av skogsbygd. Socknens areal är 69,0 kvadratkilometer, varav 60,06 land. År 2020 fanns här 65 invånare. Sockenkyrkan Fleringe kyrka ligger i socknen. 
Namnet (1304 Fledynge) har ett förled flaidh, 'reva, sår' som kan avse de bergbackar ("sår i naturen"") som finns väst och nordväst om kyrkan. Efterleden är inge, 'inbyggare'.

## Administrativ historik
Fleringe socken har medeltida ursprung. Socknen tillhörde Rute ting som i sin tur ingick i Rute setting i Nordertredingen.
Vid kommunreformen 1862 övergick socknens ansvar för de kyrkliga frågorna till Fleringe församling och för de borgerliga frågorna bildades Fleringe landskommun. Landskommunen inkorporerades 1952 i Fårösunds landskommun och ingår sedan 1971 i Gotlands kommun. Församlingen uppgick 2010 i Bunge församling, från 2013 namnändrad till Bunge, Rute och Fleringe församling.
1 januari 2016 inrättades distriktet Fleringe, med samma omfattning som församlingen hade 1999/2000.  
Socknen har tillhört samma fögderier och domsagor som Gotlands norra härad. De indelta båtsmännen tillhörde Gotlands första båtsmanskompani.

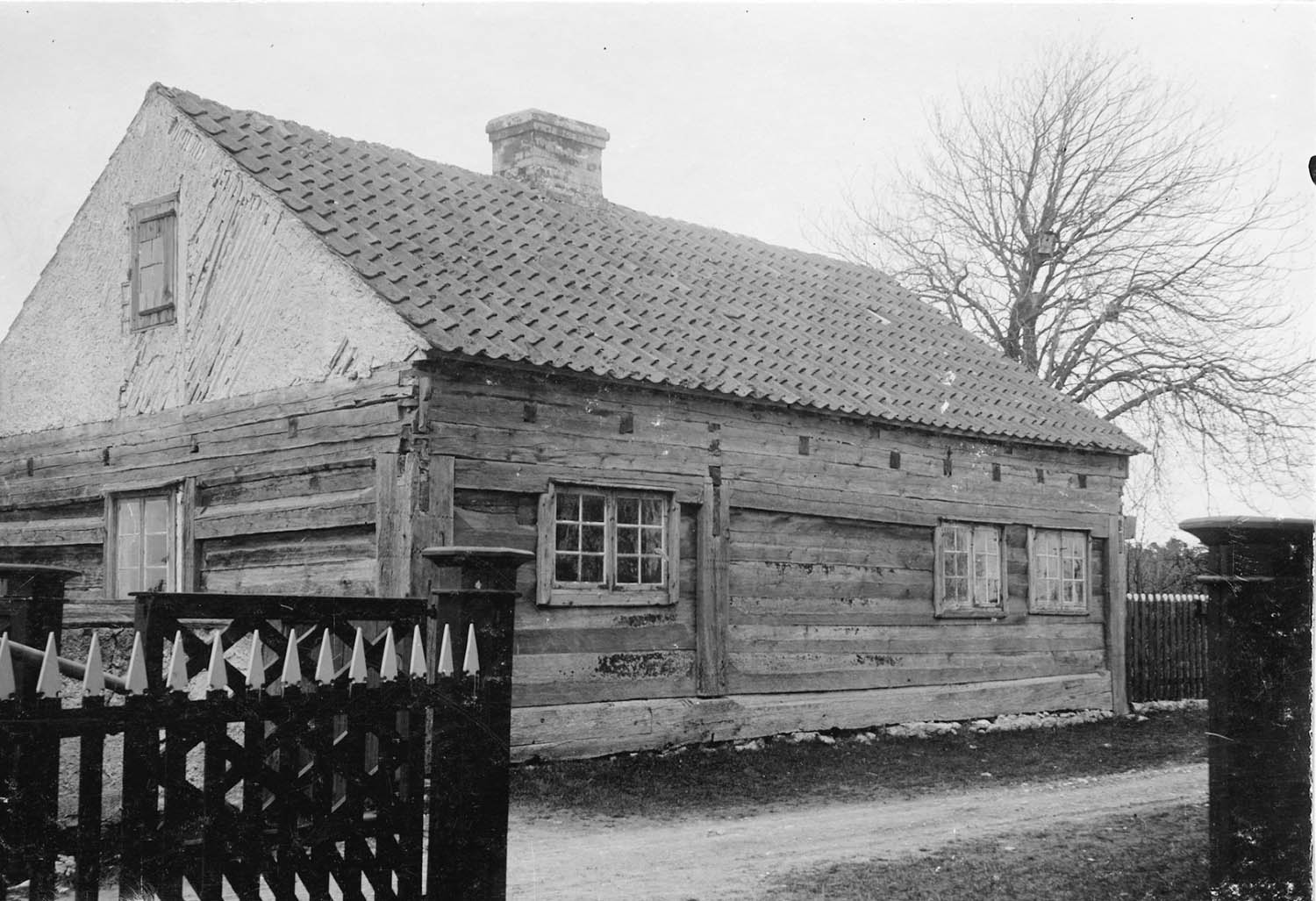
Lunderhaga gård i socknens västra del, 1909

## Geografi

### Gårdsnamn
Annexen, Groddagården, Hau, Hässle, Lickedarve, Lundarhage, Medebys, Mölner, Nors, Skymnings, Smiss, Utoja.

### Ortnamn
Väsbomstorp, Ar.

## Fornlämningar
Kända från socknen är gravrösen och stensättningar från bronsåldern samt slipsrännor i både fast häll och i block från järnåldern. Två runristningar är kända.

## Befolkningsutveckling
| Befolkningsutvecklingen i Fleringe socken 1810–2020 | Befolkningsutvecklingen i Fleringe socken 1810–2020 | Befolkningsutvecklingen i Fleringe socken 1810–2020 | Befolkningsutvecklingen i Fleringe socken 1810–2020 | Befolkningsutvecklingen i Fleringe socken 1810–2020 |
| --- | --------------------------------------------------- | --------------------------------------------------- | --------------------------------------------------- | --------------------------------------------------- |
| |                                                     |                                                     |                                                     |                                                     |
| År |                                                     |                                                     | Folkmängd                                           |                                                     |
| 1810 | 1810                                                |                                                     | 197                                                 |                                                     |
| 1830 | 1830                                                |                                                     | 223                                                 |                                                     |
| 1840 | 1840                                                |                                                     | 244                                                 |                                                     |
| 1850 | 1850                                                |                                                     | 275                                                 |                                                     |
| 1860 | 1860                                                |                                                     | 374                                                 |                                                     |
| 1870 | 1870                                                |                                                     | 397                                                 |                                                     |
| 1880 | 1880                                                |                                                     | 415                                                 |                                                     |
| 1890 | 1890                                                |                                                     | 354                                                 |                                                     |
| 1900 | 1900                                                |                                                     | 395                                                 |                                                     |
| 1910 | 1910                                                |                                                     | 383                                                 |                                                     |
| 1920 | 1920                                                |                                                     | 356                                                 |                                                     |
| 1930 | 1930                                                |                                                     | 429                                                 |                                                     |
| 1940 | 1940                                                |                                                     | 392                                                 |                                                     |
| 1950 | 1950                                                |                                                     | 336                                                 |                                                     |
| 1960 | 1960                                                |                                                     | 201                                                 |                                                     |
| 1970 | 1970                                                |                                                     | 159                                                 |                                                     |
| 1980 | 1980                                                |                                                     | 128                                                 |                                                     |
| 1990 | 1990                                                |                                                     | 101                                                 |                                                     |
| 2000 | 2000                                                |                                                     | 99                                                  |                                                     |
| 2010 | 2010                                                |                                                     | 77                                                  |                                                     |
| 2020 | 2020                                                |                                                     | 65                                                  |                                                     |
| Anm: Källor: Umeå universitet - Tabellverket 1749-1859, Demografiska databasen, CEDAR, Umeå universitet, Befolkningsutvecklingen i Gotlands socknar 2000 - 2010, Folkmängden per distrikt, landskap, landsdel eller riket efter kön. År 2015 - 2022. |                                                     |                                                     |                                                     |                                                     |